# Пелти (Мазовецьке воєводство)
Пелти (пол. Pełty) — село в Польщі, у гміні Мишинець Остроленцького повіту Мазовецького воєводства.
Населення — 477 осіб (2011).
У 1975-1998 роках село належало до Остроленцького воєводства.

## Демографія
Демографічна структура станом на 31 березня 2011 року:
|          | Загалом | Допрацездатний вік | Працездатний вік | Постпрацездатний вік |
| -------- | ------- | ------------------ | ---------------- | -------------------- |
| Чоловіки | 248     | 60                 | 164              | 24                   |
| Жінки    | 229     | 48                 | 124              | 57                   |
| Разом    | 477     | 108                | 288              | 81                   |